# استور پترسون
استور پترسون (انگلیسی: Sture Pettersson; ۳۰ سپتامبر ۱۹۴۲ – ۲۶ ژوئن ۱۹۸۳) دوچرخه‌سوار اهل سوئد بود.
وی در مسابقات کشوری و بین‌المللی در مجموع برندهٔ ۳ مدال طلا، ۱ مدال نقره، ۱ مدال برنز شده‌است.